# IDM-Saison 2008

Logo der Internationalen Deutschen Motorradmeisterschaft.

Bei der Internationalen Deutschen Motorradmeisterschaft 2008 wurden Titel in den Klassen IDM Superbike, IDM Supersport, IDM 125 und IDM Sidecar vergeben.
Bei den Superbikes wurden 16, in der Supersport-Klasse 14, in der 125-cm³-Klasse und bei den Sidecars je acht Rennen ausgetragen.
Auf dem Nürburgring wurde wegen schlechter Witterung nur ein Training ausgetragen.

## Punkteverteilung
Meister wurde derjenige Fahrer beziehungsweise der Hersteller, der bis zum Saisonende die meisten Punkte erzielt hatte. Bei der Punkteverteilung wurden die Platzierungen im Gesamtergebnis des jeweiligen Rennens berücksichtigt. Die fünfzehn erstplatzierten Fahrer jedes Rennens erhielten Punkte nach folgendem Schema:
| Punkteverteilung | Punkteverteilung | Punkteverteilung | Punkteverteilung | Punkteverteilung | Punkteverteilung | Punkteverteilung | Punkteverteilung | Punkteverteilung | Punkteverteilung | Punkteverteilung | Punkteverteilung | Punkteverteilung | Punkteverteilung | Punkteverteilung | Punkteverteilung |
| ---------------- | ---------------- | ---------------- | ---------------- | ---------------- | ---------------- | ---------------- | ---------------- | ---------------- | ---------------- | ---------------- | ---------------- | ---------------- | ---------------- | ---------------- | ---------------- |
| Platz            | 1                | 2                | 3                | 4                | 5                | 6                | 7                | 8                | 9                | 10               | 11               | 12               | 13               | 14               | 15               |
| Punkte           | 25               | 20               | 16               | 13               | 11               | 10               | 9                | 8                | 7                | 6                | 5                | 4                | 3                | 2                | 1                |

In die Wertung kamen alle erzielten Punkte. Bei weniger als 50 %, jedoch mehr als 25 % der Gesamtrundenzahl gab es nur die halbe Punkteanzahl. Unter 25 % der Gesamtrundenzahl gab es keine Punkte.

## Superbike

### Wissenswertes
- Michael Schumacher startete bei neun der 16 Läufe als Gaststarter für das Holzhauer Racing Promotion Team auf Honda.

### Rennergebnisse
|   | Datum  | Strecke              | Pole-Position  | Lauf | Platz 1       | Platz 2        | Platz 3        | Schn. Rennrunde   |
| - | ------ | -------------------- | -------------- | ---- | ------------- | -------------- | -------------- | ----------------- |
| 1 | 27.04. | EuroSpeedway Lausitz | Martin Bauer   | 1    | Martin Bauer  | Jörg Teuchert  | Andreas Meklau | Dario Giuseppetti |
| 1 | 27.04. | EuroSpeedway Lausitz | Martin Bauer   | 2    | Martin Bauer  | Jörg Teuchert  | Andreas Meklau | Martin Bauer      |
| 2 | 18.05. | Oschersleben         | Martin Bauer   | 1    | Martin Bauer  | Jörg Teuchert  | Werner Daemen  | Jörg Teuchert     |
| 2 | 18.05. | Oschersleben         | Martin Bauer   | 2    | Martin Bauer  | Jörg Teuchert  | Werner Daemen  | Martin Bauer      |
| 3 | 01.06. | Nürburgring          | Martin Bauer   | 1    | Martin Bauer  | Andreas Meklau | Werner Daemen  | Jörg Teuchert     |
| 3 | 01.06. | Nürburgring          | Martin Bauer   | 2    | Martin Bauer  | Werner Daemen  | Andreas Meklau | Werner Daemen     |
| 4 | 22.06. | Sachsenring          | Martin Bauer   | 1    | Jörg Teuchert | Martin Bauer   | Andreas Meklau | Jörg Teuchert     |
| 4 | 22.06. | Sachsenring          | Martin Bauer   | 2    | Jörg Teuchert | Andreas Meklau | Roman Stamm    | Jörg Teuchert     |
| 5 | 06.07. | Salzburgring         | Werner Daemen  | 1    | Jörg Teuchert | Martin Bauer   | Werner Daemen  | Werner Daemen     |
| 5 | 06.07. | Salzburgring         | Werner Daemen  | 2    | Werner Daemen | Jörg Teuchert  | Martin Bauer   | Werner Daemen     |
| 6 | 03.08. | Schleizer Dreieck    | Andreas Meklau | 1    | Martin Bauer  | Jörg Teuchert  | Werner Daemen  | Martin Bauer      |
| 6 | 03.08. | Schleizer Dreieck    | Andreas Meklau | 2    | Martin Bauer  | Jörg Teuchert  | Andreas Meklau | Martin Bauer      |
| 7 | 10.08. | Oschersleben         | Jörg Teuchert  | 1    | Jörg Teuchert | Gwen Giabbani  | Martin Bauer   | Gwen Giabbani     |
| 7 | 10.08. | Oschersleben         | Jörg Teuchert  | 2    | Jörg Teuchert | Roman Stamm    | Gábor Rizmayer | Jörg Teuchert     |
| 8 | 07.09. | Hockenheimring       | Martin Bauer   | 1    | Martin Bauer  | Jörg Teuchert  | Gwen Giabbani  | Gwen Giabbani     |
| 8 | 07.09. | Hockenheimring       | Martin Bauer   | 2    | Gwen Giabbani | Jörg Teuchert  | Martin Bauer   | Gwen Giabbani     |

### Fahrerwertung
| 1  | Martin Bauer            | Honda CBR 1000 RR     | Holzhauer Racing Promotion                   | 323 |
| 2  | Jörg Teuchert           | Yamaha YZF-R1         | Yamaha Motor Deutschland                     | 305 |
| 3  | Andreas Meklau          | Suzuki GSX-R 1000     | Suzuki International Europe                  | 226 |
| 4  | Werner Daemen           | Suzuki GSX-R 1000     | Yoshimura Van Zon Schäfer Motorsport Germany | 199 |
| 5  | Roman Stamm             | Suzuki GSX-R 1000     | Suzuki Switzerland                           | 152 |
| 6  | Dominic Lammert         | Suzuki GSX-R 1000     | Suzuki International Europe                  | 98  |
| 7  | Gwen Giabbani           | Kawasaki Ninja ZX-10R | Kawasaki sP                                  | 96  |
| 8  | Gábor Rizmayer          | Suzuki GSX-R 1000     | Team Suzuki Hungary                          | 93  |
| 9  | Günther Knobloch        | Ducati 1098 R         | Team Sebring Ducati                          | 89  |
| 10 | Kai-Børre Andersen      | MV Agusta F4 312 R    | Inghart MV Agusta                            | 85  |
| 11 | Oliver Depoorter        | Suzuki GSX-R 1000     | Yoshimura Van Zon Schäfer Motorsport Germany | 68  |
| 12 | Nina Prinz              | Yamaha YZF-R1         | Yamaha Motor Deutschland                     | 66  |
| 13 | Dario Giuseppetti       | Ducati 1098 R         | Team Hertrampf Racing / Ducati 4U            | 65  |
| 14 | Christian Zaiser        | Ducati 1098 R         | Time Service Ducati                          | 65  |
| 15 | Christian Kellner       | Ducati 1098 R         | Team Hertrampf Racing / Ducati 4U            | 62  |
| 16 | Kari Vehniäinen         | Yamaha YZF-R1         | FLOOR-TEC Racing Team                        | 62  |
| 17 | Andrzej Pawelec         | Yamaha YZF-R1         | Yamaha Motor Deutschland                     | 42  |
| 18 | Mattias von Hammerstein | Honda CBR 1000 RR     | Holzhauer Racing Promotion                   | 35  |

| 19 | Paweł Szkopek    | Yamaha YZF-R1         |                                              | 19 |
| 20 | Tatu Lauslehto   | Suzuki GSX-R 1000     |                                              | 13 |
| 21 | Oliver Skach     | Suzuki GSX-R 1000     | BWIN Racing                                  | 11 |
| 22 | Timo Gieseler    | Suzuki GSX-R 1000     | BWIN Racing                                  | 8  |
| 23 | Carl Berthelsen  | Suzuki GSX-R 1000     | FLOOR-TEC Racing Team                        | 8  |
| 24 | Didier Grams     | Suzuki GSX-R 1000     | ADAC Sachsen e. V.                           | 7  |
| 25 | Paul Leuthard    | Yamaha YZF-R1         | Zweirad-Knoderer-Racing                      | 7  |
| 26 | Tage Solberg     | Yamaha YZF-R1         | RT Motorsports-Yamaha                        | 7  |
| 27 | Allard Kerkhoven | Yamaha YZF-R1         |                                              | 7  |
| 28 | Georg Fröhlich   | MV Agusta F4 312 R    | Inghart MV Agusta                            | 6  |
| 29 | Eric Willemssen  | Suzuki GSX-R 1000     | Yoshimura Van Zon Schäfer Motorsport Germany | 4  |
| 30 | Peter Preussler  | Suzuki GSX-R 1000     | Motorrad Stein – Team Preussler              | 3  |
| 31 | Thomas Harding   | Suzuki GSX-R 1000     |                                              | 2  |
| 32 | Bob Withag       | Yamaha YZF-R1         | RT Motorsports-Yamaha                        | 2  |
| 33 | Mark Weihe       | Honda CBR 1000 RR     | Selecta Racing                               | 2  |
| 34 | Michael Schulten | Kawasaki Ninja ZX-10R | Kawasaki sP                                  | 2  |
| 35 | Peter Politiek   | Suzuki GSX-R 1000     |                                              | 1  |

### Konstrukteurswertung
| 1 | Suzuki | 479 |
| 2 | Yamaha | 436 |
| 3 | Honda  | 358 |

## Supersport

### Rennergebnisse
|   | Datum  | Strecke              | Pole-Position   | Lauf | Platz 1          | Platz 2              | Platz 3          | Schn. Rennrunde  |
| - | ------ | -------------------- | --------------- | ---- | ---------------- | -------------------- | ---------------- | ---------------- |
| 1 | 27.04. | EuroSpeedway Lausitz | Arne Tode       | 1    | Arne Tode        | Vladimir Ivanov      | Damian Cudlin    | Arne Tode        |
| 1 | 27.04. | EuroSpeedway Lausitz | Arne Tode       | 2    | Arne Tode        | Damian Cudlin        | Rico Penzkofer   | Arne Tode        |
| 2 | 18.05. | Oschersleben         | Arne Tode       | 1    | Jesco Günther    | Arne Tode            | Herbert Kaufmann | Jesco Günther    |
| 2 | 18.05. | Oschersleben         | Arne Tode       | 2    | Arne Tode        | Herbert Kaufmann     | Damian Cudlin    | Arne Tode        |
| 3 | 01.06. | Nürburgring          | Arne Tode       | 1    | Arne Tode        | Didier Van Keymeulen | Sebastien Diss   | Arne Tode        |
| 3 | 01.06. | Nürburgring          | Arne Tode       | 2    | Vladimir Ivanov  | Philipp Hafeneger    | Sebastien Diss   | Arne Tode        |
| 4 | 22.06. | Sachsenring          | Arne Tode       | 1    | Vladimir Ivanov  | Arne Tode            | Rico Penzkofer   | Damian Cudlin    |
| 5 | 06.07. | Salzburgring         | Vladimir Ivanov | 1    | Damian Cudlin    | Rico Penzkofer       | Vladimir Ivanov  | Pascal Eckhardt  |
| 6 | 03.08. | Schleizer Dreieck    | Arne Tode       | 1    | Vladimir Ivanov  | Arne Tode            | Damian Cudlin    | Vladimir Ivanov  |
| 6 | 03.08. | Schleizer Dreieck    | Arne Tode       | 2    | Vladimir Ivanov  | Arne Tode            | Rico Penzkofer   | Arne Tode        |
| 7 | 10.08. | Oschersleben         | Arne Tode       | 1    | Arne Tode        | Damian Cudlin        | Rico Penzkofer   | Arne Tode        |
| 7 | 10.08. | Oschersleben         | Arne Tode       | 2    | Herbert Kaufmann | Rico Penzkofer       | Arne Tode        | Herbert Kaufmann |
| 8 | 07.09. | Hockenheimring       | Pascal Eckhardt | 1    | Rico Penzkofer   | Sascha Hommel        | Damian Cudlin    | Rico Penzkofer   |
| 8 | 07.09. | Hockenheimring       | Pascal Eckhardt | 2    | Sebastien Diss   | Kevin Wahr           | Vladimir Ivanov  | Damian Cudlin    |

### Fahrerwertung
| 1  | Arne Tode         | Triumph Daytona 675 | G-LAB Racing – Sport-Evolution               | 247,5 |
| 2  | Vladimir Ivanov   | Yamaha YZF-R6       | Vector-Racing-Team                           | 188,5 |
| 3  | Damian Cudlin     | Yamaha YZF-R6       | SKM-Bike Promotion                           | 184   |
| 4  | Sebastien Diss    | Kawasaki ZX-6R      | Kawasaki / BMR Racing Team                   | 177,5 |
| 5  | Herbert Kaufmann  | Suzuki GSX-R 600    | Yoshimura Van Zon Schäfer Motorsport Germany | 161   |
| 6  | Rico Penzkofer    | Yamaha YZF-R6       | SKM-Bike Promotion                           | 154,5 |
| 7  | Wladimir Leonow   | Yamaha YZF-R6       | Vector-Racing-Team                           | 95    |
| 8  | Kevin Wahr        | Suzuki GSX-R 600    | Orange-Shark-DMV Team                        | 89    |
| 9  | Pascal Eckhardt   | Yamaha YZF-R6       | SKM-Bike Promotion                           | 88,5  |
| 10 | Philipp Hafeneger | Triumph Daytona 675 | G-LAB Racing – Sport-Evolution               | 68,5  |
| 11 | Roman Raschle     | Kawasaki ZX-6R      | Shell Advance Racing Team                    | 61,5  |
| 12 | Sascha Hommel     | Honda CBR 600 RR    | Honda HKM Racing Team                        | 60    |
| 13 | Ondřej Ježek      | Kawasaki ZX-6R      | Team Gold Fren Deutschland                   | 48    |
| 14 | Rigo Richter      | Honda CBR 600 RR    | Honda HKM Racing Team                        | 46    |
| 15 | Jesco Günther     | Triumph Daytona 675 | Wilbers-Racing                               | 34    |

| 16 | Meik Kevin Minnerop | Yamaha YZF-R6       | team romero                | 32,5 |
| 17 | Michal Filla        | Kawasaki ZX-6R      |                            | 29   |
| 18 | Steven Michels      | Suzuki GSX-R 600    | MOTO-ECK Racing Team       | 27   |
| 19 | Raphaël Chèvre      | Suzuki GSX-R 600    | Suzuki Switzerland         | 20   |
| 20 | Patrik Vostárek     | Honda CBR 600 RR    |                            | 19   |
| 21 | Lars Reichelt       | Suzuki GSX-R 600    | RU-Racing Ludwigsburg      | 15   |
| 22 | Joshua Sommer       | Suzuki GSX-R 600    | hmr-wingsforlife team      | 13   |
| 23 | Dominic Vincon      | Triumph Daytona 675 | Wilbers Racing             | 9    |
| 24 | William Ackermann   | Kawasaki ZX-6R      | Kawasaki / BMR Racing Team | 8    |
| 25 | Marcin Kaldowski    | Yamaha YZF-R6       | LAAKS-jPALIO-Racing        | 4    |
| 26 | Michael Peh         | Yamaha YZF-R6       | Team BSR                   | 4    |
| 27 | Eki Kaulamo         | Yamaha YZF-R6       |                            | 3    |
| 28 | Stefan Schrammel    | Yamaha YZF-R6       |                            | 1    |
| 29 | Randy Gevers        | Yamaha YZF-R6       |                            | 1    |
| 30 | Thomas Rebien       | Yamaha YZF-R6       |                            | 1    |

## 125-cm³-Klasse

### Rennergebnisse
|   | Datum  | Strecke              | Pole-Position    | Lauf | Platz 1              | Platz 2          | Platz 3              | Schn. Rennrunde      |
| - | ------ | -------------------- | ---------------- | ---- | -------------------- | ---------------- | -------------------- | -------------------- |
| 1 | 27.04. | EuroSpeedway Lausitz | Marcel Schrötter | 1    | Marcel Schrötter     | Bastien Chesaux  | Joey Litjens         | Joey Litjens         |
| 2 | 18.05. | Oschersleben         | Joey Litjens     | 1    | Joey Litjens         | Marvin Fritz     | Michael van der Mark | Marvin Fritz         |
| 3 | 01.06. | Nürburgring          | Marcel Schrötter | 1    | Marcel Schrötter     | Joey Litjens     | Marvin Fritz         | Marcel Schrötter     |
| 4 | 22.06. | Sachsenring          | Marcel Schrötter | 1    | Marcel Schrötter     | Jonas Folger     | Joey Litjens         | Marcel Schrötter     |
| 5 | 06.07. | Salzburgring         | Marcel Schrötter | 1    | Marvin Fritz         | Jasper Iwema     | Daniel Kartheininger | Luca Grünwald        |
| 6 | 03.08. | Schleizer Dreieck    | Marcel Schrötter | 1    | Marcel Schrötter     | Joey Litjens     | Michael van der Mark | Marcel Schrötter     |
| 7 | 10.08. | Oschersleben         | Marcel Schrötter | 1    | Marcel Schrötter     | Joey Litjens     | Michael van der Mark | Daniel Kartheininger |
| 8 | 07.09. | Hockenheimring       | Marcel Schrötter | 1    | Michael van der Mark | Marcel Schrötter | Jasper Iwema         | Michael van der Mark |

### Fahrerwertung
| 1  | Marcel Schrötter     | Honda RS 125   |                               | 156 |
| 2  | Joey Litjens         | Seel 125       | ABBINK BOS RACING             | 145 |
| 3  | Michael van der Mark | Honda RS 125   |                               | 99  |
| 4  | Marvin Fritz         | Seel 125       | Kiefer-BOS Sotin Racing       | 71  |
| 5  | Jasper Iwema         | Seel 125       | ABBINK BOS RACING             | 61  |
| 6  | Eric Hübsch          | Aprilia RS 125 | Team Sachsenring              | 53  |
| 7  | Sebastian Kreuziger  | Aprilia RS 125 | RZT Racing                    | 48  |
| 8  | Tobias Siegert       | Aprilia RS 125 | ADAC Team Nordbayern e. V.    | 44  |
| 9  | Ernst Dubbink        | Honda RS 125   |                               | 44  |
| 10 | Bastien Chesaux      | Aprilia RS 125 | Mach Moto Academy             | 38  |
| 11 | Jan Bühn             | Seel 125       | Kiefer-BOS Sotin Racing       | 31  |
| 12 | Luca Grünwald        | Honda RS 125   |                               | 30  |
| 13 | Damian Raemy         | Honda RS 125   | RBS-Racing                    | 27  |
| 14 | Karel Pešek          | Aprilia RS 125 | Czech Road Racing Junior Team | 26  |
| 15 | Daniel Kartheininger | Seel 125       | Freudenberg Racing Team       | 25  |
| 16 | Katrin Meyer         | Honda RS 125   | Freudenberg Racing Team       | 25  |

| 17 | Maverick Viñales     | Aprilia RS 125 | RZT Racing                 | 24 |
| 18 | Robert Gull          | Derbi 125      |                            | 23 |
| 19 | Patrick Unger        | Aprilia RS 125 | ADAC Sachsen e. V.         | 22 |
| 20 | Joop Timmer          | Honda 125      |                            | 21 |
| 21 | Toni Finsterbusch    | Aprilia RS 125 | Team Sachsenring           | 20 |
| 22 | Jackson Leigh-Smith  | Honda RS 125   |                            | 16 |
| 23 | Jos van der Aa       | Honda RS 125   |                            | 11 |
| 24 | Daniel Puffe         | Seel 125       | Freudenberg Racing Team    | 11 |
| 25 | Sebastian Eckner     | Seel 125       | ABBINK BOS RACING          | 10 |
| 26 | Eric Vionnet         | Honda RS 125   | RBS-Racing                 | 8  |
| 27 | Sjon van Houwelingen | Honda RS 125   |                            | 7  |
| 28 | Toni Covena          | Aprilia RS 125 | Team Sachsenring           | 7  |
| 29 | Pepijn Bijsterbosch  | Honda RS 125   |                            | 5  |
| 30 | Kevin Hanus          | Honda RS 125   | ADAC Team Nordbayern e. V. | 5  |
| 31 | Thomas van Leeuwen   | EvL 125        | Albatros Racing Team       | 4  |
| 32 | Eeki Kuparinen       | Honda RS 125   |                            | 3  |

## Gespanne

### Rennergebnisse
|   | Datum  | Strecke              | Pole-Position                         | Platz 1                        | Platz 2                               | Platz 3                               | Schn. Rennrunde                       |
| - | ------ | -------------------- | ------------------------------------- | ------------------------------ | ------------------------------------- | ------------------------------------- | ------------------------------------- |
| 1 | 27.04. | EuroSpeedway Lausitz | Markus Schlosser / Adolf Hänni        | Markus Schlosser / Adolf Hänni | Josef Moser / Ueli Wäfler             | Mike Roscher / Michael Hildebrand     | Markus Schlosser / Adolf Hänni        |
| 2 | 18.05. | Oschersleben         | Mike Roscher / Michael Hildebrand     | Adrian Kornas / Axel Kölsch    | Michael Grabmüller / Bernd Grabmüller | Kurt Hock / Enrico Becker             | Mike Roscher / Michael Hildebrand     |
| 3 | 01.06. | Nürburgring          | Michael Grabmüller / Bernd Grabmüller | Kurt Hock / Enrico Becker      | Harald Hainbucher / Peter Adelsberger | Peter Schröder / Anna Burkard         | Michael Grabmüller / Bernd Grabmüller |
| 4 | 22.06. | Sachsenring          | Michael Grabmüller / Bernd Grabmüller | Adrian Kornas / Axel Kölsch    | Harald Hainbucher / Peter Adelsberger | Michael Grabmüller / Bernd Grabmüller | Michael Grabmüller / Bernd Grabmüller |
| 5 | 06.07. | Salzburgring         | Josef Moser / Ueli Wäfler             | Josef Moser / Ueli Wäfler      | Michael Grabmüller / Bernd Grabmüller | Harald Hainbucher / Peter Adelsberger | Josef Moser / Ueli Wäfler             |
| 6 | 03.08. | Schleizer Dreieck    | Markus Schlosser / Adolf Hänni        | Markus Schlosser / Adolf Hänni | Kurt Hock / Enrico Becker             | Adrian Kornas / Axel Kölsch           | Markus Schlosser / Adolf Hänni        |
| 7 | 10.08. | Oschersleben         | Mike Roscher / Adolf Hänni            | Mike Roscher / Adolf Hänni     | Michael Grabmüller / Bernd Grabmüller | Peter Schröder / Anna Burkard         | Mike Roscher / Adolf Hänni            |
| 8 | 07.09. | Hockenheimring       | Tim Reeves / Patrick Farance          | Josef Moser / Ueli Wäfler      | Michael Grabmüller / Bernd Grabmüller | Adrian Kornas / Axel Kölsch           | Tim Reeves / Patrick Farance          |

### Fahrerwertung
| 1  | Harald Hainbucher  | Peter Adelsberger                                    | RSR-Suzuki  | Polizeisportverein Wels | 120 |
| 2  | Michael Grabmüller | Bernd Grabmüller                                     | LCR-Suzuki  | Delta-Racing-Team       | 119 |
| 3  | Kurt Hock          | Enrico Becker                                        | Hock-Suzuki |                         | 117 |
| 4  | Peter Schröder     | Anna Burkard                                         | LCR-Suzuki  |                         | 116 |
| 5  | Adrian Kornas      | Axel Kölsch                                          | RSR         | IGOL Racing             | 113 |
| 6  | Uwe Göttlich       | Johannes Koloska                                     | LCR-Suzuki  |                         | 86  |
| 7  | Konrad Brändle     | Mike Helbig                                          | LCR-Suzuki  |                         | 67  |
| 8  | Stefan Dodd        | David Dodd                                           | LCR-Yamaha  |                         | 56  |
| 9  | Mike Roscher       | Andre Krieg bzw. Adolf Hänni bzw. Michael Hildebrand | LCR         |                         | 50  |
| 10 | Jakob Rutz         | Rita Aeberli                                         | LCR-Yamaha  |                         | 47  |
| 11 | Robert Zimmermann  | Maik Ziegler                                         | LCR-Suzuki  | ADAC Südbaden e. V.     | 37  |

| 12 | Stefan Kiser      | Helmut Engelmann     | LCR-Suzuki    |                            | 35 |
| 13 | Walter Röllin     | Priska Burkart       | LCR-Yamaha    |                            | 28 |
| 14 | Anthony Green     | Andy Kolloch         | LCR-Honda     |                            | 25 |
| 15 | Herbert Brüner    | Alco van de Ketterij | RSR-Suzuki    |                            | 22 |
| 16 | Alfons Steffes    | Andy Wolfram         | LCR F1        |                            | 19 |
| 17 | Felix Bereuter    | Thomas Hofer         | LCR Swissauto |                            | 17 |
| 18 | Dieter Eilers     | Achim Freund         | RSR Honda     |                            | 15 |
| 19 | Matthias Nagel    | Werner Knoof         | LCR-Suzuki    |                            | 10 |
| 20 | Chris Baert       | Jens Wasiak          | RCN-W         |                            | 9  |
| 21 | Christian Ruppert | Ursula Ruppert       | LCR-Yamaha    | ADAC Team Nordbayern e. V. | 3  |

## Rahmenrennen
- Im Rahmen der Internationalen Deutschen Motorradmeisterschaft 2008 fanden 8 Rennen zum Yamaha R6-Dunlop Cup und 7 Rennen zum ADAC Junior Cup statt.